# EIICHI OHTAKI Song Book II -大瀧詠一作品集 Vol.2 (1971-1988)
『EIICHI OHTAKI Song Book Ⅱ 大瀧詠一作品集 VOL.2 (1971-1988)』は、1995年3月24日発売の大瀧詠一のコンピレーション・アルバム。

## 内容
1971年から1988年までの、他アーティストへの提供曲を集めたアルバム。
本来は本アルバムが<1>、1991年3月21日発売の『EIICHI OHTAKI Song Book I -大瀧詠一作品集 (1980-1985)』が<2>としてリリースされる予定だったが、企画から実現まで数年を要してしまったため、リリース順序が逆になっていると大瀧は述べている。
ブックレットには、大瀧による曲目解説が録音時代順に掲載されている。

## 収録曲
※#1〜#15の作曲はすべて大瀧詠一
※#16と#17は「BONUS TRACKS」として収録
1. 夢で逢えたら / 吉田美奈子  –  (3:49)
  - 作詞:大瀧詠一 / Strings & Chorus Arrange:山下達郎
2. すこしだけやさしく / 薬師丸ひろ子  –  (4:38)
  - 作詞:松本隆 / Strings Arrange:井上鑑
3. 快盗ルビイ / 小泉今日子  –  (4:12)
  - 作詞:和田誠 / Strings & Horns Arrange:服部克久
4. ドレッサーIII / アン・ルイス  –  (0:30)
  - 作詞:電通 / 編曲:多羅尾伴内
5. DREAM BOY / アン・ルイス  –  (4:22)
  - 作詞:D. Silverthorn / 編曲:前田憲男
6. あの娘に御用心 / 沢田研二  –  (3:01)
  - 作詞:大瀧詠一 / 編曲:多羅尾伴内
7. お先にどうぞ / かまやつひろし  –  (3:23)
  - 作詞:大瀧詠一 / 編曲:多羅尾伴内
8. がんばれば愛 / クレージー・パーティー  –  (4:04)
  - 作詞:伊藤アキラ / 編曲:乾裕樹
9. うなずきマーチ[※ 1] / うなずきトリオ[※ 1]  –  (3:48)
  - 作詞:大瀧詠一 / 編曲:多羅尾伴内
10. 邦子のアンアン小唄 / 山田邦子  –  (2:44)
  - 作詞:伊藤アキラ / 編曲:渡辺直樹
11. うさぎ温泉音頭 / 角川博  –  (2:52)
  - 作詞:松本隆 / 編曲:萩原哲晶
12. 実年行進曲 / クレージーキャッツ  –  (3:16)
  - 作詞:青島幸男 / 編曲:多羅尾伴内
13. 冬のリヴィエラ / 森進一  –  (4:29)
  - 作詞:松本隆 / Strings Arrange:前田憲男
14. 熱き心に / 小林旭  –  (4:45)
  - 作詞:阿久悠 / Strings Arrange:前田憲男
15. ゆらりろ / 大滝詠一  –  (2:02)
  - 作詞:伊藤アキラ / 編曲:多羅尾伴内
16. 時にまかせて / かねのぶさちこ  –  (2:47)
  - 作詞・作曲:金延幸子 / 編曲:Chelsea
17. イエロー・サブマリン音頭 / 金沢明子  –  (3:18)
  - 作詞・作曲:J. Lennon, P. McCartney / 訳詞:松本隆 / 編曲:萩原哲晶